# M3 Lee
O tanque M3 Lee (nome do General Lee) foi um tanque médio da Segunda Guerra Mundial de uso dos Estados Unidos da América, da Austrália, do Brasil, do Canadá, da Nova Zelândia, do Reino Unido e da União Soviética.
Projetado para incrementar as capacidade ofensivas com a adição de um canhão de maior calibre no casco, visto que nas batalhas de blindados em França em 1940, ficou claro que o canhão do M2 Stuart não era potente o suficiente. Todavia pelo canhão ser montado no casto a conteira horizontal era reduzida demasiadamente, por isso o veículo contava também com um canhão de 37mm na torreta.
Foi vitoriosamente utilizado nas campanhas do norte da África, sua arma principal era um canhão de 75 mm, possuía boa blindagem e foi elogiado pelos alemães como sendo superior ao Panzer IV. Foi substituído pelo Sherman  

## Variantes
As variantes deste carro de combate estão divididas pela nomenclatura utilizada por seus utilizadores, pois os britânicos que foram os primeiros utilizadores, faziam confusão com os nomes dados pelos estadunidenses, por exemplo o M3 Stuart, o M3 Scout Car, a M3 37mm peça de artilharia e a M3 submetralhadora.

### Variantes estadunidenses
- M3 (Lee I/Grant I).
  - Blindagem rebitada, torre de perfil alto, motor a gasolina; 4.724 construídos.
- M3A1 (Lee II).
  - Aspecto do casco superior arredondado; 300 construídos.
- M3A2 (Lee III).
  - Soldado com bordas afiadas no casco; apenas 12 produzidos.
- M3A3 (Lee IV/Lee V).
  - Motor duplo GM 6-71 a diesel, variante do casco soldado. Portas laterais soldadas ou eliminadas; 322 produzidos.
- M3A4 (Lee VI).
  - Casco rebitado alongado, motor Chrysler A-57 Multibank de 470hp @ 2700rpm; 109 produzidos.
- M3A5 (Grant II).
  - Motor duplo GM 6-71 a diesel, variante do casco soldado M3. Apesar de ter a torre original do Lee e não uma do Grant, foi enviado aos britânicos como Grant II; 591 produzidos.
- M31 Veículo Recuperador de Tanques (Grant ARV I).
  - Baseado no chassis do M3, com torre principal e secundária de 75mm falsas, guinco instalado para 27 000 kg (60 000 lb).
- M31B1 Veículo Recuperador de Tanque.
  - Baseado no M3A3.
- M31B2 Veículo Recuperador de Tanque.
  - Baseado no M3A5.
- M33 Prime Mover.
  - M31 veículo recuperador de tanque convertido em trator de artilharia, torre e guincho removidos; 109 produzidos entre 1943-44.
- Canhão de 105mm autopropelido M7 (Priest)
  - Canhão 105mm M1/M2 instalado em uma superestrutura aberta.
  - Versão desarmada foi um POM (posto de observação móvel).
- Canhão de 155mm autopropelido M12.
  - Designado como T-6. Um canhão de 155mm no chassis de um M3.

### Variantes britânicas
- Grant ARV.
  - Grant I e II com armas removidas e trocadas por equipamentos de recuperação de veículos.
- Grant Comando.
  - Grant equipado com uma mesa de mapas e rádios extras, armas removidas ou trocadas por falsas.
- Grant Scorpion III.
  - Grant com canhão de 75mm removido, e equipado com o sistema Scorpion III, uma especie de malho de correntes para desativação de minas, poucos feitos no início de 1943 para uso no norte da África.
- Grant Scorpion IV.
  - Grant Scorpion III com incremento de motor para o malho de correntes do sistema Scorpion III.
- Grant CDL (Canal Defense Light).
  - Grant com o canhão de 37mm substituído por uma torre contendo uma poderoso holofote e uma metralhadora; 355 produzidos pelos estadunidenses com melhorias, e designados Shop Tractor T10.

### Variantesaustralianas
- Grant BARV (Veículo Blindado de Recuperação de Praia).
  - Um simples Grant M3A5 convertido para BARV.
- Yeramba Artilharia Autopropulsada.
  - Armamento australiano de 25 quilos (25pdr.) autopropelido; 13 produzidos em 1949 no chassis do M3A5 em uma conversão muito similar ao canadense Sexton.

## Designs baseados no chassis
- Tanque Médio M4 Sherman.
- Tanque Cruzador, Ram
- Canhão de 105mm autopropelido, M7 Priest
- Kangaroo APC - como em en:Kangaroo (armoured personnel carrier)
- 25pdr SP, com lagartas, Sexton Mk I - Sexton Mk II utilizou o chassis do Sherman.